# Paradoxe de Moore
 (juillet 2013).

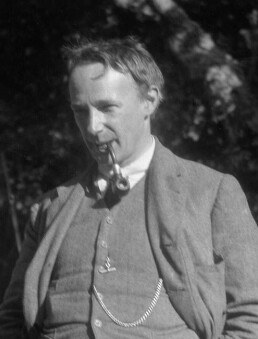
George Edward Moore.

Le paradoxe de Moore est un paradoxe que G. E. Moore met en avant, dans une de ses conférences, sur l'incohérence assez particulière d'une phrase du type « It's raining outside but I don't believe that it is » (Il pleut dehors, mais je ne crois pas qu'il pleuve). En revanche « It's raining outside but he doesn't believe that it is » (Il pleut dehors, mais il ne croit pas qu'il pleuve) est une formulation acceptable. 

## Explication
Ce paradoxe, aurait pu être oublié si, comme le prétend la tradition, Ludwig Wittgenstein en en entendant parler, n'avait jailli chez Moore au milieu de la nuit en insistant pour que ce dernier lui répète sa conférence. Quoi qu'il en soit, cette anecdote ainsi que ce paradoxe constituent un préambule acceptable à une introduction à la philosophie de Wittgenstein. Ce paradoxe n'est pas spécifique à l'anglais et il s'applique aussi en français mais ce n'est pas forcément le cas de toutes les langues.
Aussi bien la phrase incohérente que la version acceptable sont des conjonctions de deux phrases plus courtes :
- (1) « It is raining »
- (2a) « I don't believe that it is raining »
- (2b) « He doesn't believe that it is raining. »

Notons en outre qu'aussi bien (2a) que (2b) devraient avoir le même niveau de compatibilité avec (1) par la propriété qu'ils ont d'être tous deux vrais. Pourtant, personne n'aurait probablement spontanément l'idée de prononcer (1) et (2a) ensemble.
Le problème se pose donc en ces termes :
Des phrases comme « Il croit que P » et « Elle croit que P » (P étant une proposition) sont décrites comme faisant partie d'un monde concevable (c.-à-d. de ce que croit quelqu'un d'autre). En revanche, la phrase équivalente énoncée à la première personne, « Je crois que P » n'est pas une description de soi, mais plutôt d'une affirmation de P. Ainsi, si j'affirme P, c'est comme si j'affirmais déjà : « Je crois que P » et réciproquement. Par contre, cette relation d'équivalence n'existe plus si la partie de la phrase est dite à la troisième personne. On peut donc dire qu'il existe une dissymétrie entre la formulation de la croyance à la première et à la troisième personne.
Une variation intéressante, et probablement assez révélatrice serait que quelqu'un déclare « savoir » quelque chose, par un moyen cognitif, mais qu'il « pense » autrement. Par exemple : « Je sais que cela est l'effet d'une illusion d'optique, mais je pense que c'est un phénomène réel ». Ce type de phrase traduirait une incohérence dans le savoir lui-même, ou alors, un conflit dans la crédibilité du moyen par lequel ce savoir a été acquis.
Par contre, dès que l'on attribue ce savoir à la personne qui parle, la dissymétrie disparaît : « Je sais qu'il pleut alors qu'il ne pleut pas » est tout aussi incohérent que « John sait qu'il pleut alors qu'il ne pleut pas ». Dire que quelqu'un « sait que » P revient à approuver P aussi bien en attribuant ce savoir à la première qu'à la troisième personne, ce qui n'est pas le cas quand on dit qu'il « croit P ». En effet, le verbe « savoir » ne s'emploie que pour des propositions que le locuteur tient pour vraies.
Il existe un cas théorique dans lequel on peut prononcer les propositions (1) et (2a), c'est en cas de double pensée.